# Riksmarskalk
Riksmarskalk är en statlig titel i Sverige. Ordet marskalks ursprungliga betydelse är hästsven och har förekommit i Sverige sedan medeltiden i dess sammandragna form, marsk.
Riksmarskalkar har tidvis även funnits i Tyskland och Danmark.

## Riksmarskalk i Sverige
Riksmarskalken i Sverige är en sorts kanslichef för det kungliga hovet och står därmed i rang och tjänsteställning närmast under statschefen. Riksmarskalken sköter statschefens och hovets kontakter med rikets politiska ledning.
Riksmarskalksämbetet inrättades i Sverige 1607 då riksrådet Göran Claesson Stiernsköld utnämndes av Karl IX. I 1634 års regeringsform fastslogs att riksmarskalken ska vara ett riksråd, tillhöra de lägre riksämbetena och vara chef för hovet. 1680 ändrades titeln till överstemarskalk för att 1722 ändras tillbaka till riksmarskalk. Fram till 1844 var riksmarskalken ordförande i borgrätten. 
Riksmarskalk rekryterades från början från högadliga familjer och den första icke-adliga på posten var Axel Vennersten 1936–1946.

## Riksmarskalk i Tyskland

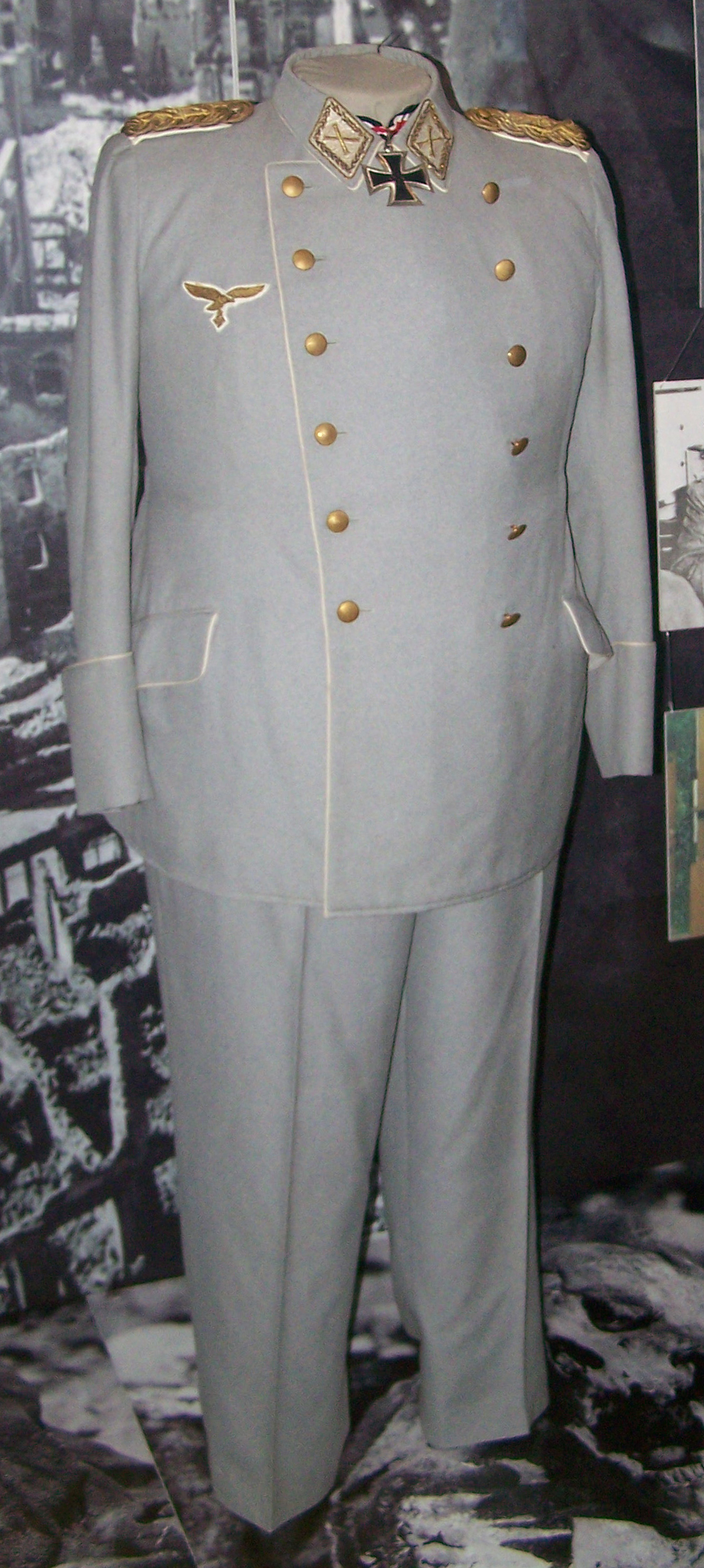
Hermann Görings riksmarskalksuniform finns idag på Luftwaffe-museet i Berlin

I Tysk-romerska riket stod riksmarskalken ursprungligen i spetsen för det kejserliga hovet, vilket kan jämföras med hur den svenska riksmarskalkens uppgifter fortfarande är utformade, men även krigspolisen med mera låg under riksmarskalken.
Ämbetet blev med tiden ärftligt och innehades av hertigarna, sedermera kurfurstarna, av Sachsen under titel riksärkemarskalk, reicherzmarschall. Denne tjänstgjorde endast vid högtidliga tillfällen såsom riksdagar och kröningar. Det fanns även en rikshovmarskalk vid hovet vars ämbete med tiden blev ärftligt inom familjen Pappenheim.
De båda riksmarskalksämbetena upphörde när Tysk-romerska riket upplöstes i början av 1800-talet.
Under Nazitysklands tid återupplivades titeln riksmarskalk, Reichsmarschall des Grossdeutschen Reiches, men med en helt annan innebörd: som en militär tjänsteställning. Titeln fanns 1940–1945 och var den högsta officersgraden. Flygvapenchefen Hermann Göring blev dess enda innehavare. Han hade därmed Tysklands högsta militära tjänstegrad under andra världskriget.